# Villar del Arzobispo (kommunhuvudort)
Villar del Arzobispo är en kommunhuvudort i Spanien.   Den ligger i provinsen Província de València och regionen Valencia, i den östra delen av landet, 260 km öster om huvudstaden Madrid. Villar del Arzobispo ligger 486 meter över havet och antalet invånare är 3 626.
Terrängen runt Villar del Arzobispo är huvudsakligen kuperad, men söderut är den platt. Runt Villar del Arzobispo är det ganska glesbefolkat, med 43 invånare per kvadratkilometer. Villar del Arzobispo är det största samhället i trakten. Omgivningarna runt Villar del Arzobispo är i huvudsak ett öppet busklandskap.